# Lekneno
Lekneno is een plaats in de gemeente Velika Gorica in de Kroatische provincie Zagreb. De plaats telt 373 inwoners (2001).